# Apanteles coffea
Apanteles coffea är en stekelart som beskrevs av Wilkinson 1930. Apanteles coffea ingår i släktet Apanteles och familjen bracksteklar. Inga underarter finns listade i Catalogue of Life.